# Skattkammarön (film, 1950)
Skattkammarön (engelska: Treasure Island) är en amerikansk äventyrsfilm som hade biopremiär i USA den 19 juli 1950, från Walt Disney Productions, baserad på romanen med samma namn av Robert Louis Stevenson. Filmen blev Disneybolagets första långfilm helt utan tecknade inslag. Den hade Sverigespremiär i Stockholm den 27 november 1950.

## Handling
Året är 1765. Tillsammans med Dr. Livesey ger sig unge Jim Hawkins iväg från England ombord på ett skepp för att hitta skatten från Kapten Flint. Vad de två, till en början, är lyckligt ovetande om är att delar av Flints förra besättning, med John "Long" Silver i spetsen, är fripassagerare.

## Rollista
- Bobby Driscoll - Jim Hawkins
- Robert Newton - Long John Silver
- Basil Sydney - Kapten Smollett
- Walter Fitzgerald - Squire Trelawney
- Denis O'Dea - Dr. Livesey
- Finlay Currie - Kapten Billy Bones
- Ralph Truman - George Merry
- Geoffrey Keen - Israel Hands
- Geoffrey Wilkinson - Ben Gunn
- John Laurie - Blind Pew
- Francis de Wolff - Black Dog
- David Davies - Mr. Arrow
- John Gregson - Redruth
- Andrew Blackett - Gray
- William Devlin - Morgan
- Howard Douglas - Williams
- Harry Locke - Haggott
- Sam Kydd - Cady
- Stephen Jack - Job
- Harold Jamieson - Scully
- Diarmuid Kelly - Bolen
- Patrick Troughton - Roach